# Nazionale maschile di rugby a 15 delle Isole Salomone
La nazionale di rugby XV delle Isole Salomone rappresenta il Isole Salomone nel rugby a 15 in ambito internazionale, dove è inclusa fra le formazioni di terzo livello.
Le Isole Salomone partecipano alla Oceania Cup.